# Европска конвенција о људским правима
Европска конвенција о људским правима (енгл. European Convention on Human Rights, фр. la Convention europeenne des Droits de l'Homme, формално Европска конвенција за заштиту људских права и основних слобода) је правни акт 
Савета Европе (1949) о заштити слобода и права, донет у Риму у Италији, 4. новембра 1950. године. Оригинална верзија, састављена на енглеском и француском језику, а ступила је на снагу 3. септембра 1953. године. Прве потписнице Конвенције биле су: Белгија, Велика Британија, Данска, Ирска, Исланд, Италија, Луксембург, Немачка, Норвешка, Турска, Француска и Холандија.
У периоду од 1950. до 2004. године, Конвенцију је потписало 46 земаља. Потписивање је означило прихватање обавезе поштовања права и слобода, као и признавање надлежности Европског суда за људска права. Текст је званично преведен и објављен на 30 језика, а ратификација је извршена у свим државама  Савета Европе.

## Историја и значај
Чин доношења Конвенције правно је уобличио идеју земаља Европе о успостављању јединствене заштите људских права и индивидуалних политичких слобода који, уз владавину права, а према оснивачком акту Савета Европе, чине темељ истинске демократије (Преамбула Статута Савета Европе, ст. 3).
Овом кодификацијом отпочела је правна стандардизација на европском тлу, која се одвија у складу са Универзалном декларацијом о људским правима (1948).
Накнадним правним допунама из протокола 1, 4, 6, 7, 12 и 13, унапређена је првобитна заштита права и слобода из 1950. године. Посебан значај има Протокол 11, који је 1998. године у европску правну праксу увео сталну правосудну институцију - Европски суд за људска права и могућност учешћа појединца у међународном правном поступку.   
Конвенција одређује садржај права и слобода и, за случај кршења, обезбеђује међународну заштиту. Поступак се води пред Европским судом за људска права, чије се седиште налази у Стразбуру у Француској. 
Спорови се покрећу индивидуалним или међудржавним представкама. Индивидуалну представку подносе појединци, групе лица или невладине организације. Међудржавним представкама покрећу се интерни међународни спорови држава чланица Савета Европе у случају повреде обавеза преузетих потписивањем и ратификовањем Конвенције.
Држава која поднесе захтев за пријем у чланство Савета Европе дужна је да усагласи националне законе са Конвенцијом како би се отклониле могућности повреде основних слобода и права, а држава чланица против које је донета правноснажна пресуда дужна је да поступи у складу са одлуком и да реформише домаће законодавство. У Белгији је, на пример, ради изједначавања статуса брачне и ванбрачне деце, промењен Грађански законик, а у Немачкој су, услед непримереног трајања притвора, измењене одредбе кривичног поступка.
По важећим правилима, Комитет министара Савета Европе има право надзора над извршењем судских пресуда. Нови Протокол 14 предвиђа могућност покретања судског поступка против државе која не извршава одлуке Европског суда за људска права.

## Структура
Конвенција се састоји из преамбуле, основног текста и 13 протокола.
У Преамбули је истакнуто да је основ Конвенције Универзална декларација о људским правима, коју је  
Генерална скупштина Уједињених нација, донела 10. децембра 1948. године.
Члан 1 утврђује обавезу свих држава потписница да поштују права и слободе које гарантује Конвенција. Ако се прекрши обавеза и дође до повреде слобода и права, предвиђена је међународна судска заштита.
Први део Конвенције (чл. 2 - 18) садржи основна права и слободе, други (чл.19 -51), уређује функционисање Европског суда за људска права,  а трећи (чл. 51 - 59) регулише процедурална питања и надлежност у вези са потписивањем, ратификовањем, тумачењем, предметном, територијалном и временском применом одредаба Конвенције.
Протоколи су правна правила којима се врше измене и допуне основног текста Конвенције. По ступању на правну снагу, постају правно обавезујући делови Конвенције, а доносе их и ратификују потписнице Конвенције и чланице Савета Европе.

## Гарантована права и слободе
Основна права и слободе су:
- право на живот (чл. 2)
- забрана мучења, нечовечног и понижавајућег поступања(чл. 3)
- забрана ропства и принудног рада (чл. 4)
- право на слободу и сигурност (чл. 5)
- право на правично суђење (чл.  6)
- кажњавање само на основу закона (чл. 7)
- право на поштовање приватног и породичног живота (чл. 8)
- слобода мисли, савести и вероисповести (чл. 9)
- слобода изражавања (чл. 10)
- слобода окупљања и удруживања (чл. 11)
- право на склапање брака (чл. 12)
- право на делотворни правни лек (чл. 13)
- забрана дискриминације (чл. 14)

Протокол 1
- право на мирно уживање имовине (чл. 1)
- право на образовање (чл. 2)
- право на слободне изборе (чл. 3)

Протокол нису ратификовале две европске државе, Монако и Швајцарска,  а Андора га није потписала.
Протокол 4
- забрана дужничког ропства (чл. 1)
- слобода кретања (чл.  2)
- забрана протеривања сопствених држављана (чл.  3)
- забрана колективног протеривања странаца (чл. 4)

Андора, Грчка и Швајцарска нису потписале Протокол, а ратификацију нису извршиле Велика Британија, Шпанија и Турска.
Протокол 6
- забрана изрицања и извршавања смртне казне (чл. 1)

Русија је једина потписница Конвенције која није ратификовала Протокол.
Протокол 7
- заштита у поступку протеривања странаца (чл. 1)
- право на жалбу у кривичним стварима (чл. 2)
- право на награду за погрешну осуду (чл. 3)
- право не бити суђен или кажњен два пута у истој правној ствари (чл. 4)
- једнакост супружника (чл. 5)

Белгија, Немачка, Турска, Холандија и Шпанија нису ратификовале Протокол, 
а земље које га нису потписале су Андора и Велика Британија.
Протокол 12
- општа забрана дискриминације (чл. 1)

Протокол нису потписале: Андора, Бугарска, Велика Британија, Данска, Литванија, Малта, Пољска, Француска, Швајцарска и Шведска.
Протокол 13
- апсолутна забрана смртне казне (чл. 1)

## Протоколи 2, 3, 5, 8, 9, 10, 11 и 14
Овим протоколима се ближе уређује покретање међународних спорова и ток поступка пред Европским судом за људска права.
Протокол 14 односи се на унапређење ефикасности судске процедуре и ступиће на правну снагу након ратификације у свим државама чланицама Савета Европе